# Moto massacre
Série
La Mort au bout de la route
(1980)
Pour plus de détails, voir Fiche technique et Distribution.
Moto massacre (Speed Cross) est un film d'action italien réalisé par Stelvio Massi et sorti en 1980.
Les parties acrobatiques incluant des véhicules, motos et voitures, ont été réalisées par le cascadeur français Rémy Julienne et son équipe. 

## Synopsis
Deux amis motards se disputent l'amour de la même fille, qui travaille dans une station-service d'une petite ville. Les deux hommes, qui sont venus en ville pour participer à une série de courses de moto-cross, se heurtent bientôt à la pègre locale et au monde louche des paris et des courses truquées.

## Fiche technique
- Titre français : Moto massacre[1]
- Titre original italien : Speed Cross ou C'era una volta la legge[2]
- Réalisateur : Stelvio Massi
- Scénario : Lucio De Caro, Steno
- Photographie : Pier Luigi Santi
- Montage : Mauro Bonanni (it)
- Musique : Toto Torquati (it)
- Décors : Vincenzo Morozzi
- Maquillage : Maria Fiocca, Dante Trani
- Production : Giovanni Di Clemente
- Sociétés de production : Cleminternazionale Cinematografica
- Pays de production :  Italie
- Langue originale : italien
- Format : Couleur par Telecolor - 1,85:1 - Son mono - 35 mm
- Durée : 88 minutes
- Genre : Action et policier
- Dates de sortie :
  - Italie : 2 février 1980
  - France : 29 juillet 1981

## Distribution
- Fabio Testi : Paolo
- Vittorio Mezzogiorno : Nicola
- Daniela Poggi : Inge
- Jacques Herlin : Fischer
- José Luis de Vilallonga : Meyer
- Lia Tanzi : Resi
- Romano Puppo : Kurt Schmidbauer
- Riccardo Petrazzi : homme de main (non crédité)
- Massimo Ghini : journaliste

## Production
Censé se dérouler dans une petite ville autrichienne, le film a été presque entièrement tourné à Bressanone, dans la province de Bolzano.

## Suite
Le film a une suite, La Mort au bout de la route, sortie la même année et réalisée par le même Stelvio Massi.